# Стіни (фільм)
«Стіни» (оригінальна назва — Kirot) — повнометражний фільм ізраїльського режисера Дані Лернера, що вийшов на екрани в Ізраїлі в грудні 2009 року. В головних ролях українська модель-акторка Ольга Куриленко та переможниця першої ізраїльської «фабрики зірок» співачка Нінетт Тайєб.

## Сюжет
Фільм розповідає про непросту долю двох жінок, що вирішили поліпшити своє життя. Одна з них — повія на ім'я Галя, яка працює в ізраїльському борделі. Вона пробує втекти з борделю, але її ловлять. Сутенер пропонує їй свободу, якщо вона стане кілеркою.

## У ролях
- Ольга Куриленко — Галя
- Нінетт Тайєб — Елінор
- Генрі Давид[he] — Петер
- Владімір Фрідман[he] — Мішка
- Лірон Лево[he] — Роні
- Зохар Штраус[he] — чоловік Елінор